# Союз корсиканского народа
Союз Корсиканского Народа (СКН) (корс. Unione di u Populu Corsu;фр. Union du peuple corse) — корсиканская политическая партия во Франции, выступающая за широкую автономию Корсики. Основана Максимильяном Симеони 4 июля 1977 года.

## Предыстория
Корсиканские регионалисты в 1967 году впервые выдвинули кандидата на парламентских выборах в округе Бастия. Им был Максимильян Симеони который получил тогда 12,3 % голосов. Этот успех привел к созданию организации Корсиканское региональное действие (Action Regionaliste Corse), переименованной позже в Действие за обновление Корсики (Action pour le Renouveau de la Corse), которая стала главным очагом агитации за независимость Корсики. 21 августа 1975 года в городе Алерия активисты «Действия за обновление Корсики» во главе с Эдмоном Симеони захватили четверых заложников. 2000 жандармов при поддержке вертолётов и БТР предприняли штурм, в результате которого погибли два жандарма и был ранен один из активистов «Действие за обновление Корсики». Это повлекло к расколу «Действия за обновление Корсики» 27 августа 1975 года. В 1976 году наиболее радикальные активисты «Действия за обновление Корсики» создали с целью вооруженной борьбы «Фронт национального освобождения Корсики», а умеренные регионалисты во главе с братьями Симеони 4 июля 1977 года создали Союз Корсиканского Народа.

## История
Союз Корсиканского Народа был основан 4 июля 1977 года. В 1982 году партия приняла участие в первых для себя региональных выборах на Корсике. СКН набрал 10,61 % голосов и получил семь мест в Ассамблее Корсики. В 1984 году СКН набрал 5,21 % и три места в Ассамблею Корсики. В 1986 году Союз Корсиканского Народа вошёл в Коалицию Национального Единства.
В 1989 году на выборах в Европейский парламент Союз Корсиканского Народа получил 1 место. Макс Симеони стал депутатом Европарламента по списку «Зелёных» и вошел в фракцию Европейский свободный альянс. Председателем партии является Франсуа Альфонси.
В 2002 году партия Союз Корсиканского Народа совместно с двумя другими Корсиканскими националистическими партиями вошли в новообразованную «Партию корсиканской нации» во главе с Ж.-К. Анжелини.

## Политическая платформа
Союз Корсиканского Народа движение умеренного корсиканского регионализма, в отличие от воинствующего национализма Фронта Национального Освобождения Корсики (FLNC). FLNC изначально поставил своей целью полную независимость Корсики, в то время как Союз корсиканского народа (L’Union dupeuple corse) — выступал за автономию. СКН осудил все виды насилия, в частности, действия Фронта Национального Освобождения Корсики (FLNC).